# Abarshahr
Abarshahr fou el nom d'una província de l'imperi sassànida que tenia per capital la ciutat del mateix nom, que després, sota domini musulmà fou Nixapur al Khorasan. Tenia al nord-oest Hircània, al nord-est Margiana, i al sud-est Harev. El governador, a diferència dels altres governadors fronterers que portaven el títol de marzban, portava el de kanarag
No hi ha acord sobre l'origen del nom. Els geògrafs àrabs de l'edat mitjana diuen que derivava de "ciutat dels núvols" que podria ser equivalent a "ciutat alta"; una altra teoria suggereix que deriva de Aparn-xšahr, "terra dels Aparns", o sigui d'una de les tribus principals de la confederació tribal dels parts. El nom fou grafiat de diverses formes per fonts perses i àrabs com Barxar (en àrab: برشهر; transliterat: Baršahr), Hanxara (en àrab: هامشهرا; transliterat: Hamšahra) i Abarxara (en àrab: برشهرا; transliterat: Abaršahra). En la inscripció de Sapor I a Naqsh-i Rustam i en texts maniqueus apareixen altres grafies. En monedes sassànides la versió parta del nom apareix abreujada com ʾpr i en monedes àrabs-sassànides hi ha la forma 'pr, ʾprš(t). En monedes omeies posteriors apareix ʾbršhr, grafia que es va mantenir en les monedes abbàssides fins vers el 825.

## Història
La regió de Margiana i Tus estava governada per prínceps parts, alguns dels quals estan testimoniats:
- Un rei de nom desconegut, contemporani de Fraates V, vers 2 aC-4 dC
- Un rei de nom desconegut, contemporani d'Artaban II, vers 10-38
- Un rei de nom desconegut, contemporani de Gotarzes II i Vardanes I, vers 40-50
- Un rei de nom desconegut, que comença per D, vers 50-60
- Un rei de nom desconegut, que comença per Po..., contemporani de Vologases I, vers 60-78
- Sanabares, segona meitat del segle i
- Pacores, vers 100
- Un rei de nom desconegut, contemporani de Vologases III i Mitridates IV, vers 110-125
- Un rei de nom desconegut, contemporani de Vologases III i Mitridates IV, vers 125-145
- Tiren, contemporani de Vologases IV, vers 145-170
- Un rei de nom desconegut, contemporani de Vologases IV, vers 170-190
- Ardashir, vers 200
- Un rei de nom desconegut, primera meitat del segle iii
- Un rei de nom desconegut, primera meitat del segle iii
- Un rei de nom desconegut, vers la meitat del segle iii

La província es va formar sota el rei Sapor I, que buscava una centralització de l'imperi. Es va formar bàsicament amb l'ampliació del regne de Satarop (un cap iranià que governava part del Khurasan) que havia declarat la seva lleialtat al pare de Sapor, Artaxerxes I, poc després de la seva victòria sobre el rei part Artaban V en la batalla d'Hormozgan el 224. La ciutat de Nixapur (en persa mitjà: Nēw-S̲h̲āhpūr "Ciutat Bona de Sapor) fou fundada o reconstruïda per Sapor I com a centre administratiu de Abarshahr, prop del temple d'Adur Burzen-Mihr, seu d'un dels tres "Grans Focs" sagrats dels zoroastrians. Nixapur fou considerat un lloc millor que l'antiga capital de la regió, Tus, per defensar-se de les incursions de les tribus nòmades. Un predicador maniqueu, Mar Ammo (deixeble del fundador Mani), es va desplaçar a la província amb el príncep part Ardavan i altres nobles vers el 265; Ardavan era un maniqueu dins de la noblesa parta i va ajudar a la predicació i expansió del maniqueisme entre l'elite parta.
El 629, durant la guerra civil sassànida de 628-632, Abarshahr fou breument governada per l'usurpador Còsroes III. El 651 el darrer rei sassànida Yazdegerd III fou assassinat a la zona per ordre del seu general Mahoe Suri, acabant la dinastia. No obstant, Abarshahr va restar per un temps en mans del kanarang, ja sense submissió a la dinastia sassànida; el 652 el país fou envaït pel general àrab Abdullah ibn Aamir, que va fer un pacte amb el kanarang, Kanadbak pel qual el país pagaria tribut al califat i conservaria el control de part del seu territori amb seu a Tus. No obstant, al mateix temps, els karènides de Nixapur sota Burzin Shah i Sawar Karin, s'enfrontaven al kanarang i als àrabs i aconseguien dominar una bona part del Gran Khorasan incloent la ciutat de Nixapur de la que van aconseguir el control. El general Abdullah ibn Aamir aleshores va prometre a Kanadbak que li retornaria el territori perdut a canvi del seu ajut contra els rebels karènides. Llavors van començar a saquejar la rodalia de Nixapur i van lliurar forts combats per a conquerir la ciutat. Sawar Karin va demanar la pau a Abdullah al que va oferir entregar Nixapur a canvi del perdó; Abdullah va acceptar però quan les portes foren obertes, el general àrab va entrar a la ciutat amb el seu exèrcit i la va començar a saquejar i matar els habitants; llavors Kababdbak li va dir: "Amir, havent estat victoriós i triomfant, el perdó és més alta virtut que la venjança i la riquesa". Llavors Abdullah va reflexionar i va aturar el saqueig, retornant la ciutat a Kanadbak com havia promès. El kanarang va continuar governant la zona com a vassall del califat.